# Liste der Monuments historiques in Contreuve
Die Liste der Monuments historiques in Contreuve führt die Monuments historiques in der französischen Gemeinde Contreuve auf.

## Liste der Objekte
| Bezeichnung    | Beschreibung                           | Standort                       | Kennzeichnung | Schutzstatus | Datum | Bild |
| -------------- | -------------------------------------- | ------------------------------ | ------------- | ------------ | ----- | ---- |
| Relief Madonna | Stein, farbig gefasst, 16. Jahrhundert | in der Kirche St-Martin (Lage) | PM08000160    | Classé       | 1929  |      |